# MS培养基
MS培养基为細胞和植物組織培養最常见的培养基之一，由威斯康星大学的村重敏夫和福尔克‧K‧斯科格所研发并用于植物激素的研究。培养基以两人的姓氏首字母命名，并以数字表示培养基中蔗糖的浓度值（例如，MS0表示培养基中无蔗糖，而MS20表示培养基蔗糖浓度为20克/升）。目前MS培养基被各地研究者加以改进，被广泛运用于植物组织培养中。

## 发现过程
村重敏夫时为威斯康星大学博士研究生，师从瑞典裔科学家斯科格从事植物激素的研究。村重最初试图从烟草汁液中分离某种激素，但并未获得成功。随即村重精确分析了烟草叶灰份中各矿质元素的含量，发现数种矿质元素的浓度较当时公布值高许多。通过这些结果村重修正了当时植物组织培养基的某些元素含量，取得了较好的培养结果，并且发现提高培养基中氮元素含量能极大的促使烟草组织的培养效果。

## 配方表

### 大量元素
- 硝酸铵 (NH4NO3) 1,650 mg/l
- 氯化钙 (CaCl2 · 2H2O) 440 mg/l
- 硫酸镁 (MgSO4 · 7H2O) 370 mg/l
- 磷酸二氢钾 (KH2PO4) 170 mg/l
- 硝酸钾 (KNO3) 1,900 mg/l

### 微量元素
- 硼酸 (H3BO3) 6.2 mg/l
- 氯化钴 (CoCl2 · 6H2O) 0.025 mg/l
- 硫酸铜 (CuSO4 · 5H2O) 0.025 mg/l
- 硫酸亚铁 (FeSO4 · 7H2O) 27.8 mg/l
- 硫酸锰 (MnSO4 · 4H2O) 22.3 mg/l
- 碘化钾 (KI) 0.83 mg/l
- 钼酸钠 (Na2MoO4 · 2H2O) 0.25 mg/l
- 硫酸锌 (ZnSO4·7H2O) 8.6 mg/l
- Na2EDTA · 2H2O 37.2 mg/l

### 维生素和植物激素类
- 肌醇 100 mg/l
- 烟酸 0.5 mg/l
- 吡哆醇盐酸盐 0.5 mg/l
- 硫胺盐酸盐0.1 mg/l
- IAA 1–30 mg/l
- 激动素 0.04–10 mg/l
- 甘氨酸 (重结晶) 2.0 mg/l
- 乙二胺 1.0 g/l

培养基的pH值为5.8左右，若制备固体培养基则每升加入8至10克琼脂。